# 廣電五日市站
廣電五日市站（日语：／ Hiroden-itsukaichi eki */?）是位於廣島縣廣島市佐伯區旭園2番12號，廣島電鐵的宮島線車站。車站編號為M28。車站鄰接西日本旅客鐵道（JR西日本）山陽本線五日市站，兩站之間設有閘外行人通道，可方便轉乘列車。

## 歷史
在1924年（大正13年）4月，宮島線草津町站至廿日市町站之間開通之際，此站啟用，為開通區間的中間車站之一。由於車站南邊設有海老山（日语：／），因此當初車站計劃命名為海老濱站，但是最後車站啟用時名稱為五日市町站（日语：／）。車站名稱在1931年（昭和6年）改為電車五日市站（日语：／）。為了區別國鐵（當時）五日市站，於1961年（昭和36年）改名為廣電五日市站。
原本車站位於此站以西200米處，在宮島線平交道西邊，不是鄰接五日市站（在車站啟用當時位置距離己斐町起點4M22C，大約等於6.9公里。）。在1987年（昭和62年），車站向東遷移250米至現地，與五日市站共同使用新車站大樓。此站，由於遷移廣電五日市站後，此站與樂樂園之間的車站距離較長，因此遷移車站同時新設佐伯區役所前站。
- 1924年（大正13年）4月6日 - 宮島線草津町至廿日市町之間開通，此站啟用。當時車站名稱為五日市町站[9][10]。車站設有車站大樓[11]。
- 1931年（昭和6年）2月1日 - 車站改名為電車五日市站[9]。
- 1961年（昭和36年）6月1日 - 車站改名為廣電五日市站[9]。
- 1987年（昭和62年）3月27日[12] - 車站向東遷移250米，與五日市站同一位置[3][9]。舊車站大樓撤走[13]。
- 2003年（平成15年）4月20日 - 實施時間表，此站不再有折返電車班次。
- 2004年（平成16年）4月 - 終止於定期票櫃臺售賣常備票。
- 2005年（平成17年）8月29日 - 當日起，在上午繁忙時間於廣電西廣島方向月台，在下午繁忙時間於廣電宮島口方向月台設置車票收集員[14]。
- 2019年（平成31年）4月1日 - 在廣島站方向月台設置了升降機。

## 車站構造
車站是一座地面車站，設有2面2線的相對式月台。從路線起點望向此站的左邊為廣電宮島口站方向的下行月台，右邊為廣電西廣島站方向的上行月台。下行月台設有定期票售票處。在下行月台靠近廣電宮島口一方設有高地台月台，當時由於在宮島線內設有高地台鐵路車輛行走。在此站與五日市站之間設有跨線橋連接。上行月台在2019年4月起設置了升降機，同時列車停止位置作出了變更。
平日早上繁忙時間在廣電西廣島方向月台，以及黃昏繁忙時間在廣電宮島口方向月台上設有車站職員當值。在這些時段，列車駕駛員、車長均會負責收取車費，列車的所有左邊車門都可下車。
在車站靠近佐伯區役所前一方設有渡線，因此此站列車折返往廣電西廣島方向。在2003年（平成15年）時間表修正前，早上設有從此站折返的電車班次，現時沒有定期折返列車班次。

## 使用狀況
以下數據取自《廣島市統計書》資料。1日平均乘車人次數據是來自該年度的總乘車人次除以當年的日數，再取至小數點後1位。當話廣島電鐵的數據中是以每1,000人為單位，因此每年都會有500人的誤差。即1日平起有1.4人次的誤差。
| 年度               | 1日平均 乘車人次 | 1年總 乘車人次 | 1年總使用 定期票人次 | 1年總使用 非定期票人次 | 參考資料        |
| ------------------ | ---------------- | -------------- | -------------------- | ---------------------- | --------------- |
| 1998年（平成10年） | 4,076.7          | 1,488,000      | 483,000              | 1,005,000              | [ 16 ]          |
| 1999年（平成11年） | 4,183.1          | 1,531,000      | 436,000              | 1,095,000              | [ 16 ]          |
| 2000年（平成12年） | 3,978.1          | 1,452,000      | 403,000              | 1,049,000              | [ 16 ]          |
| 2001年（平成13年） | 3,841.1          | 1,402,000      | 387,000              | 1,015,000              | [ 使用狀況 1 ]  |
| 2002年（平成14年） | 3,926.0          | 1,433,000      | 371,000              | 1,062,000              | [ 使用狀況 2 ]  |
| 2003年（平成15年） | 3,855.2          | 1,411,000      | 347,000              | 1,064,000              | [ 使用狀況 3 ]  |
| 2004年（平成16年） | 3,975.3          | 1,451,000      | 331,000              | 1,120,000              | [ 使用狀況 4 ]  |
| 2005年（平成17年） | 3,660.3          | 1,336,000      | 331,000              | 1,005,000              | [ 使用狀況 5 ]  |
| 2006年（平成18年） | 3,693.2          | 1,348,000      | 331,000              | 1,017,000              | [ 使用狀況 6 ]  |
| 2007年（平成19年） | 3,715.1          | 1,360,000      | 343,000              | 1,017,000              | [ 使用狀況 7 ]  |
| 2008年（平成20年） | 3,769.8          | 1,376,000      | 370,000              | 1,006,000              | [ 使用狀況 8 ]  |
| 2009年（平成21年） | 3,654.8          | 1,334,000      | 374,000              | 960,000                | [ 使用狀況 9 ]  |
| 2010年（平成22年） | 3,780.8          | 1,380,000      | 384,000              | 996,000                | [ 使用狀況 10 ] |
| 2011年（平成23年） | 3,718.6          | 1,361,000      | 371,000              | 990,000                | [ 使用狀況 11 ] |
| 2012年（平成24年） | 3,797.3          | 1,386,000      | 374,000              | 1,012,000              | [ 使用狀況 12 ] |
| 2013年（平成25年） | 3,827.4          | 1,397,000      | 386,000              | 1,011,000              | [ 使用狀況 13 ] |
| 2014年（平成26年） | 3,813.7          | 1,392,000      | 391,000              | 1,001,000              | [ 使用狀況 14 ] |
| 2015年（平成27年） | 3,919.9          | 1,435,000      | 414,000              | 1,021,000              | [ 使用狀況 15 ] |
| 2016年（平成28年） | 4,000.0          | 1,460,000      | 413,000              | 1,047,000              | [ 使用狀況 16 ] |
| 2017年（平成29年） | 3,874.0          | 1,414,000      | 431,000              | 983,000                | [ 使用狀況 17 ] |

## 車站周邊
在1987年（昭和62年）車站遷移之際，南出口廣場也進行工程。於站前設有巴士駛入。另外，於車站南邊設有行人天橋跨越國道2號。
- 阿維爾大廈
  - Spark 五日市駅前店
  - 阿維爾Bowl
  - 快活CLUB（日语：快活CLUB） 五日市站前店
  - Anytime Fitness五日市店
- 五日市福屋（日语：五日市福屋）
- Futaba圖書（日语：フタバ図書）五日市福屋店
- 廣島渚中學·高等學校（日语：広島なぎさ中学校・高等学校）
- 渚公園小學（日语：なぎさ公園小学校）

## 相鄰車站
廣島電鐵
■宮島線
修大協創中高前（M27）－廣電五日市（M28）－佐伯區役所前（M29）

## 注腳

### 使用狀況
1. ↑  《廣島市統計書》平成14年版
2. ↑  《廣島市統計書》平成15年版
3. ↑  《廣島市統計書》平成16年版
4. ↑  《廣島市統計書》平成17年版
5. ↑  《廣島市統計書》平成18年版
6. ↑  《廣島市統計書》平成19年版
7. ↑  《廣島市統計書》平成20年版
8. ↑  《廣島市統計書》平成21年版
9. ↑  《廣島市統計書》平成22年版
10. ↑  《廣島市統計書》平成23年版
11. ↑  《廣島市統計書》平成24年版
12. ↑  《廣島市統計書》平成25年版
13. ↑  《廣島市統計書》平成26年版
14. ↑  《廣島市統計書》平成27年版
15. ↑  《廣島市統計書》平成28年版
16. ↑  《廣島市統計書》平成29年版
17. ↑  《廣島市統計書》平成30年版

## 外部連結
- 廣電五日市 | 電車情報：電停指南 （页面存档备份，存于）（日語） - 廣島電鐵